# Edison Music Awards 2005
De Edison Music Awards 2005 (of kortweg Edisons) werden op 14 maart 2005 uitgereikt in de Pepsi Stage in Amsterdam. De TROS zond de uitreiking op 2 maart uit op tv.
Marco Borsato was de grote winnaar van deze editie. Hij won in drie categorieën, te weten Beste zanger, Beste Nederlandse dvd en Beste album. Voor de laatste categorie kwam hij eigenlijk niet in aanmerking, omdat de onderscheiden titel (Zien) strikt genomen geen album was, maar een dvd.
Het was voor het eerst dat een artiest in één jaar drie Edisons won.
De oeuvreprijzen werden dit jaar toegekend aan De Dijk (nationaal) en Phil Collins (internationaal). De laatste kreeg ook nog een 'gewone' Edison, in de categorie Beste internationale dvd. Later dat jaar, in september, kreeg Eddy Christiani een speciale Edison Oeuvrepijs Lichte Muziek.

## Winnaars
Algemeen (geen onderscheid tussen binnen- en buitenlandse artiesten)
- Single van het jaar: BLØF & Counting Crows voor Holiday in Spain (Publieksprijs)
- Album van het jaar: Marco Borsato voor Zien (Publieksprijs)
- Dance: Tiësto voor Just Be
- Alternative: Rammstein voor Reise, Reise
- R&B/Hip Hop: Angie Stone voor Stone Love
- Musical/Film: Kill Bill 2

Internationaal
- Zanger: Jamie Cullum voor Twenty Something
- Zangeres: Joss Stone voor The Soul Sessions
- Groep: Maroon 5 voor Songs About Jane
- Nieuwe artiest/groep: Keane voor Hopes and Fears
- DVD: Phil Collins voor Finally
- Oeuvre: Phil Collins

Nationaal
- Zanger: Marco Borsato voor Zien
- Zangeres: Trijntje Oosterhuis voor Strange Fruit
- Groep: Within Temptation voor The Silent Force
- Nieuwe artiest/groep: Lange Frans & Baas B voor Supervisie
- Kleinkunst/Luisterlied: Wende Snijders voor Quand Tu Dors
- DVD: Marco Borsato voor Zien
- Oeuvre: De Dijk
- Oeuvre: Eddy Christiani

1960 · 1961 · 1962 · 1963 · 1964 · 1965 · 1966 · 1967 · 1968 · 1969 · 1970 · 1971 · 1972 · 1973 · 1974 · 1975 · 1976 · 1977 · 1978 · 1979 · 1980 · 1981 · 1982 · 1983 · 1984 · 1985 · 1986 · 1987 · 1988 · 1989 · 1990 · 1991 · 1992 · 1993 · 1994 · 1995 · 1996 · 1997 · 1998 · 1999 · 2000 · 2001 · 2002 · 2003 · 2004 · 2005 · 2006 · 2007 · 2008 · 2009 · 2010 · 2011 · 2012 · 2013 · 2014 · 2015 · 2016 · 2017 · 2018 · 2019 · 2020 · 2021 · 2022 · 2023 · 2024